# Touch Me Like That
Touch Me Like That - танцевальная композиция австралийской певицы Данни Миноуг. Песня была написана Джейсоном Нэвинсом, Лизой Мелиной, Сильвестер Джэймс и Джеймсом Уирриком. Мелодия была взята с диско песни "You Make Me Feel (Mighty Real)". Сингл был выпущен 26 ноября (в формате digital, и 3 декабря на физических носителях) в Великобритании, и 19 января 2008 г. на родине певицы, в Австралии. Премьера состоялась на BBC Radio 1.
Данни Миноуг записала вокал в Лондоне после того как Нэвинс отправил ей инструментальную версию по электронной почте. Нэвинс спродюсировал и спрограммировал песню из своего дома в Нью-Йорке. По признанию Данни, "You Make Me Feel (Mighty Real)" является одной из её самых любимых диско композиций. Что касается Нэвинса, то он не в первый раз сотрудничает с младшей Миноуг - в 2002 году он сделал ремикс на её сингл "Put The Needle On It", но они никогда ранее не встречались лично.
Сингл попал в топ-50 Великобритании и возглавил UK Upfront Club Chart, став тринадцатым клубным хитом №1.

## Клип
Клип на песню "Touch Me Like That" был срежиссирован Энди Соуп и снимался в Лондоне. Видео показывает Миноуг на фоне звёздного неба вместе с четырьмя танцовщицами. В начале клипа появляется Джэйсон Нэвинс крутящий песню за пультом диджея. Миноуг, одетая в короткое белое платье с перчатками и колготками из латекса, предстаёт в комнате с зеркалами и на танцполе. Нэвинс имел лишь два свободных дня для съёмок в клипе, из-за занятости перед церемонией вручения премий Грэмми.
Как и песня, видео было выдержано в духе 70 - 80-х гг.

## Список композиций
UK CD single
1. "Touch Me Like That" (Radio edit) – 3:31
2. "Touch Me Like That" (Jason Nevins Extended mix) – 6:28
3. "Touch Me Like That" (Jack Rokka mix) – 6:32
4. "Touch Me Like That" (Soul Seekerz Club mix) – 6:36
5. "Touch Me Like That" (Stonebridge Club mix) – 7:58
6. "Touch Me Like That" (LMC mix) – 5:22
7. "Touch Me Like That" music video

UK 12" picture disc
1. "Touch Me Like That" (Jason Nevins Extended mix) – 6:28
2. "Touch Me Like That" (Space Cowboy mix) – 5:32
3. "Touch Me Like That" (Soul Seekerz Dirty dub) – 7:06
4. "Touch Me Like That" (Jack Rokka dub) – 6:37

Australian CD single
1. Touch Me Like That (Radio edit)* – 3:31
2. Touch Me Like That (Space Cowboy Radio edit)* – 3:31
3. Touch Me Like That (Stonebridge Club mix) – 7:58
4. Touch Me Like That (Jason Nevins mix) – 6:28
5. Touch Me Like That (Soul Seekerz Club mix) – 6:36
6. Touch Me Like That (Soul Seekerz Feel Me Dirty dub) – 7:06
7. Touch Me Like That (Jack Rokka remix) – 6:32
8. Touch Me Like That (Jack Rokka dub) – 6:37
9. Touch Me Like That (LMC mix) – 5:22
10. Touch Me Like That (Fugitives Touched Up mix) – 6:24
11. Touch Me Like That (Extended mix) – 6:28
12. Touch Me Like That (Space Cowboy dub) – 4:28
13. Touch Me Like That (Stonebridge dub) – 6:24

## Позиции в чартах
| Чарты (2007)          | Наивысшие позиции |
| --------------------- | ----------------- |
| Irish Dance Chart     | 2                 |
| UK Singles Chart      | 48                |
| UK Upfront Club Chart | 1                 |